# Bataille de Dondon (1795)
Pour les articles homonymes, voir Bataille de Dondon.
Révolution haïtienne
Batailles
Insurrections (1791-1793)
- Bois-Caïman
- Croix-des-Bouquets
- Morne Pelé
- 1re La Tannerie
- Port-au-Prince
- Le Cap-français

Interventions espagnoles et britanniques (1793-1798)
- 2e La Tannerie
- Marmelade
- Saint-Michel-de-l'Attalaye
- Ennery
- 3e La Tannerie
- Fort-Dauphin
- 1re Tiburon
- L'Acul
- La Bombarde
- 2e Tiburon
- Les Gonaïves
- Port-Républicain
- 1re Dondon
- Massacre de Fort-Dauphin
- Saint-Marc
- Léogane
- Saint-Raphaël
- Trutier
- 3e Tiburon
- 1re Verrettes
- Grande-Rivière
- Mirebalais
- Las Cahobas
- 2e Verrettes
- Petite-Rivière
- 2e Dondon
- 1re Les Irois
- Jean-Rabel
- 2e Les Irois

Guerre des couteaux (1799-1800)
- Jacmel

Expédition de Saint-Domingue (1802-1803)
- La Ravine-à-Couleuvres
- Kellola
- Plaisance
- La Crête à Pierrot
- Noyades du Cap-Français
- Port-au-Prince
- Vertières
- Massacres de 1804 en Haïti

La bataille de Dondon se déroula pendant la révolution haïtienne.

## La bataille
Malgré le Traité de Bâle entre la France et l'Espagne, les généraux Jean-François et Georges Biassou poursuivent le combat contre la République avec leurs troupes, surnommées par leurs alliés Anglais, « les Vendéens de Saint-Domingue. »
Le 14 octobre, au nombre de 4 000 selon Toussaint Louverture, ils attaquent Dondon occupé par un faible parti de Républicains. 
De Marmelade, Toussaint écrit à Lavaux le 15 octobre 1795 :

« C'est par un courrier extraordinaire, que je m'empresse de vous instruire du combat opiniâtre et sanglant qui a eu lieu hier, au bourg du Dondon. Jean-François et Biassou, avec toute leur séquelle brigande, au nombre de plus de quatre mille hommes sans exagérer, ont nuitamment forcé et accablé le cordon de Moyse. Ayant renversé tout ce qu'ils ont rencontré, ils se sont présentés devant le bourg et ont engagé le combat au soleil levant. Les fusillades et canonnades se faisant parfaitement entendre à la Marmelade où j'étais, et le feu continuant depuis plus de deux heures, j'ai cru qu'il était nécessaire de secourir nos frères. J'ai de suite fait tirer l'alarme d'usage et m'étant mis à la tête d'une cinquantaine de braves républicains, j'ai volé au secours de Dondon.
A mon arrivée, j'ai trouvé le commandant Moyse dans un état déplorable; plus du tiers de sa troupe hors de combat, partie tuée, l'autre blessée, le reste faisant retraite en se battant en braves. Il ne lui restait plus qu'un baril de poudre en grain, et ses grenadiers, faute de balles, chargeaient avec des pierres. Ayant fait de mon mieux pour ranimer le courage des soldats, je me mis en devoir de les ramener au combat et de reprendre le terrain perdu. Rendu près du Dondon, j'ai aperçu l'ennemi qui était en dedans, il était aussi maître des forts, et couvrait plusieurs petits morne voisins.
Après avoir pris des précautions pour m'assurer une retraite au cas d'échec, j' ai attaqué vivement le bourg aux cris de : «Vive la République! » Les troupes, furieuses et ne cherchant qu'à se revenger sur l'ennemi, ont donné à plein collier; les attaqués, dix fois plus nombreux que les attaquants, n'ont pu soutenir l'impétuosité des sans-culottes, une déroute complète s'est mise parmi eux. Jean-François le premier a pris la fuite, et le reste l'a lâchement imité. Nous les avons poursuivis vigoureusement pendant le reste de la journée jusqu'au Piton des Roches; la nuit et le mauvais temps nous ont empêché de les pousser plus loin.
Tel est, Général, les résultats de la journée d'hier. Nous avons à regretter la mort de bien des braves gens, et, malgré le fait que nous ayons détruit beaucoup de nos ennemis, cela ne dédommage pas nos pertes. »

Quinze jours plus tard il envoie un autre courrier dans lequel il rapporte que des escarmouches quotidiennes continuent d'avoir lieu:

« Les attaques rudes et continuelles que j'ai essuyées, que j'essuie journellement m'ont induit et m'induisent à une grande consommation de poudre. Dernièrement, de fortes patrouilles, que j'emploie à harceler Saint-Marc, ont fait rencontre de patrouilles ennemies ; il en est résulté des fusillades soutenues de part et d'autre de pied ferme. Dans une d'elles, nous avons essuyé bien du mal. Je ne puis me dispenser de continuer ces patrouilles; non seulement elles tiennent l'ennemi renfermé et intimidé dans les murs de Saint-Marc, mais encore elles protègent la fuite des personnes qui se rallient sous nos drapeaux.
Salut en l'amour de la patrie. »